# Annuitetsmetoden

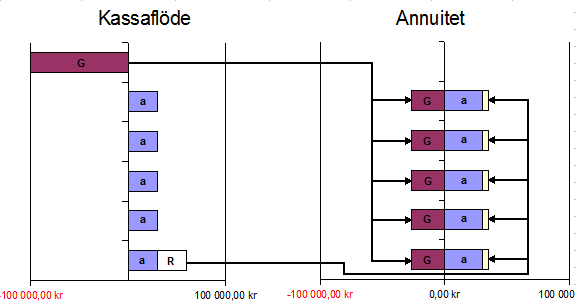
Fördelningen av grundinvestering och restvärde över investeringens ekonomiska livslängd.

Annuitetsmetoden, även benämnd årskostnadsmetoden, är en metod för investeringskalkyl. Den är nära kopplad till nuvärdesmetoden. Metoden anger hur lönsam en investering är utslaget på investeringens livstid. Det erhållna värdet, annuiteten, anges som regel i kronor per år. Metoden är lämplig om det exempelvis ska fattas beslut om att köpa eller leasa en maskin eller dylikt, då resultatet blir direkt jämförbart med kostnaden för leasing. Den är även lämplig om investeringsalternativ med olika lång ekonomisk livslängd ska jämföras, eftersom det är resultat per år som erhålls.

## Beräkningar
Om nettonuvärdet redan är beräknat, kan detta enkelt fördelas över investeringens ekonomiska livslängd. Det multipliceras då helt enkelt med annuitetsfaktorn.
- p = kalkylränta
- k = annuitetsfaktor
- A = annuitet
- NNV = nettonuvärde
- n = ekonomisk livslängd

{\displaystyle k={p \over {1-\left(1+p\right)^{-n}}}}
{\displaystyle A=\mathrm {NNV} \cdot k={{\mathrm {NNV} \cdot p} \over {1-(1+p)^{-n}}}}
Ska annuiteten beräknas direkt för en investering som har jämnt fördelade årliga inbetalningsöverskott, fördelas helt enkelt investeringskostnaden och nuvärdet av restvärdet (värdet då investeringens ekonomiska livslängd upphör) över tiden.
- a = årligt inbetalningsöverskott (inbetalningar - utbetalningar)
- G = grundinvestering
- R = restvärde

{\displaystyle A=\left({R \over {(1+p)^{n}}}-G\right){p \over {1-(1+p)^{-n}}}+a={{Rp} \over {(1+p)^{n}-1}}-{{Gp} \over {1-(1+p)^{-n}}}+a}
Om betalningsströmmarna är ojämna över investeringens ekonomiska livslängd, fungerar tyvärr inte den sistnämnda metoden. Då måste nuvärdet (alternativt slutvärdet) beräknas först, för att därefter fördelas med den första metoden ovan.

## Annuitetskvot
Annuitetskvoten, även kallad ROI efter engelskans return on investment, är annuiteten delat med grundinvesteringen. Den kan fylla samma funktion som kapitalvärdeskvoten, vid investeringar med olika livslängd. Det innebär i stort sett att den bara fyller en funktion vid jämförelser av investeringar av olika storlek och livslängd, och endast när kapitalknapphet råder. Den indikerar även investeringens räntabilitet.
I sin enklaste form kan den beräknas som:
{\displaystyle {\mbox{ROI}}={A \over G}}
För kortsiktiga investeringar, maximalt cirka ett år, kan helt enkelt summan av inbetalningsöverskotten delas med grundinvesteringen.

### Webbkällor
- Tyskspråkiga Wikipedia, Annuitätenmethode (29 maj 2008)
- Engelskspråkiga Wikipedia, Equivalent annual cost (29 maj 2008)
- Paul Björnsson. ”Investeringsbedömning” (PDF). Institutionen för teknisk ekonomi och logistik, Lunds Tekniska Högskola. Arkiverad från originalet den 26 april 2005. https://web.archive.org/web/20050426014148/http://www.iml.lth.se/kurser/mio201/Material/Investeringar/F1oF2_Inv.PDF. Läst 1 juni 2008.